# Halo tamne tvari
Halo tamne tvari (eng. dark matter halo, fra. halo de matière noire) je hipotetska komponenta galaktike koja omotava galaktički disk i prostire se dobrano iza ruba vidljive galaktike. Haloova masa prevladava u ukupnoj masi. Budući da se sastoji od tamne tvari, ne može ih se izravno promatrati, ali im se postojanje pokazuje putem učinaka na kretanje zvijezda i plina u galaktikama. Halo tamne tvari igra ključnu ulogu u današnjim modelima stvaranja i evoluiranja galaktika.